# Sontra
Sontra är en stad i Werra-Meissner-Kreis i Regierungsbezirk Kassel i förbundslandet Hessen i Tyskland.
De tidigare kommunerna Ulfen och Weißenborn uppgick i Sontra 1 februari 1971 följt av Berneburg, Blankenbach, Lindenau av Wölfterode 1 juli 1971 samt Breitau, Diemerode, Heyerode uoch Krauthausen 31 december 1971. Kommunerna Mitterode, Stadthosbach, Thurnhosbach och Wichmannshausen  uppgick i staden 1 augusti 1972.